# Basilika Vierzehnheiligen

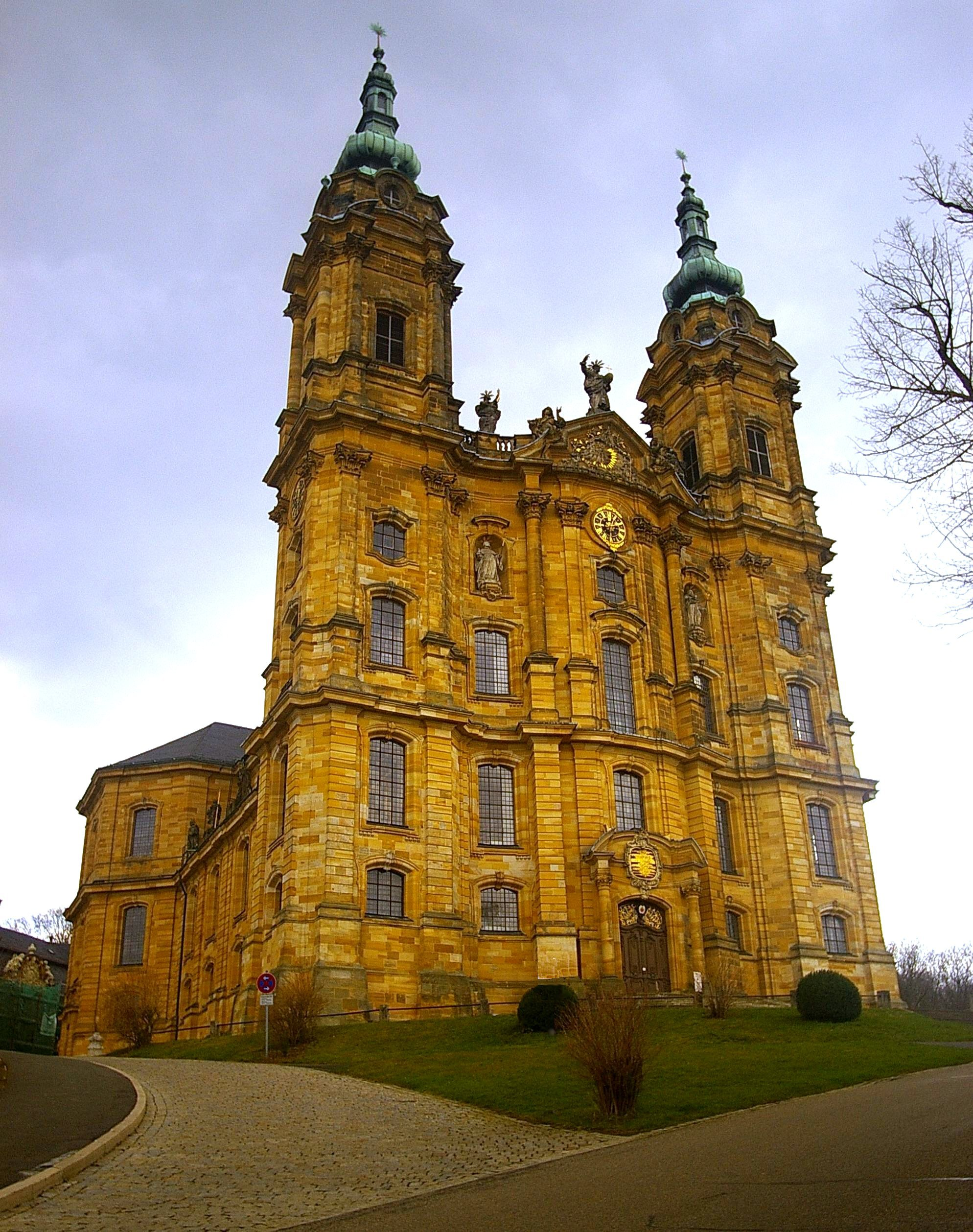
Basilika Vierzehnheiligen, fasaden

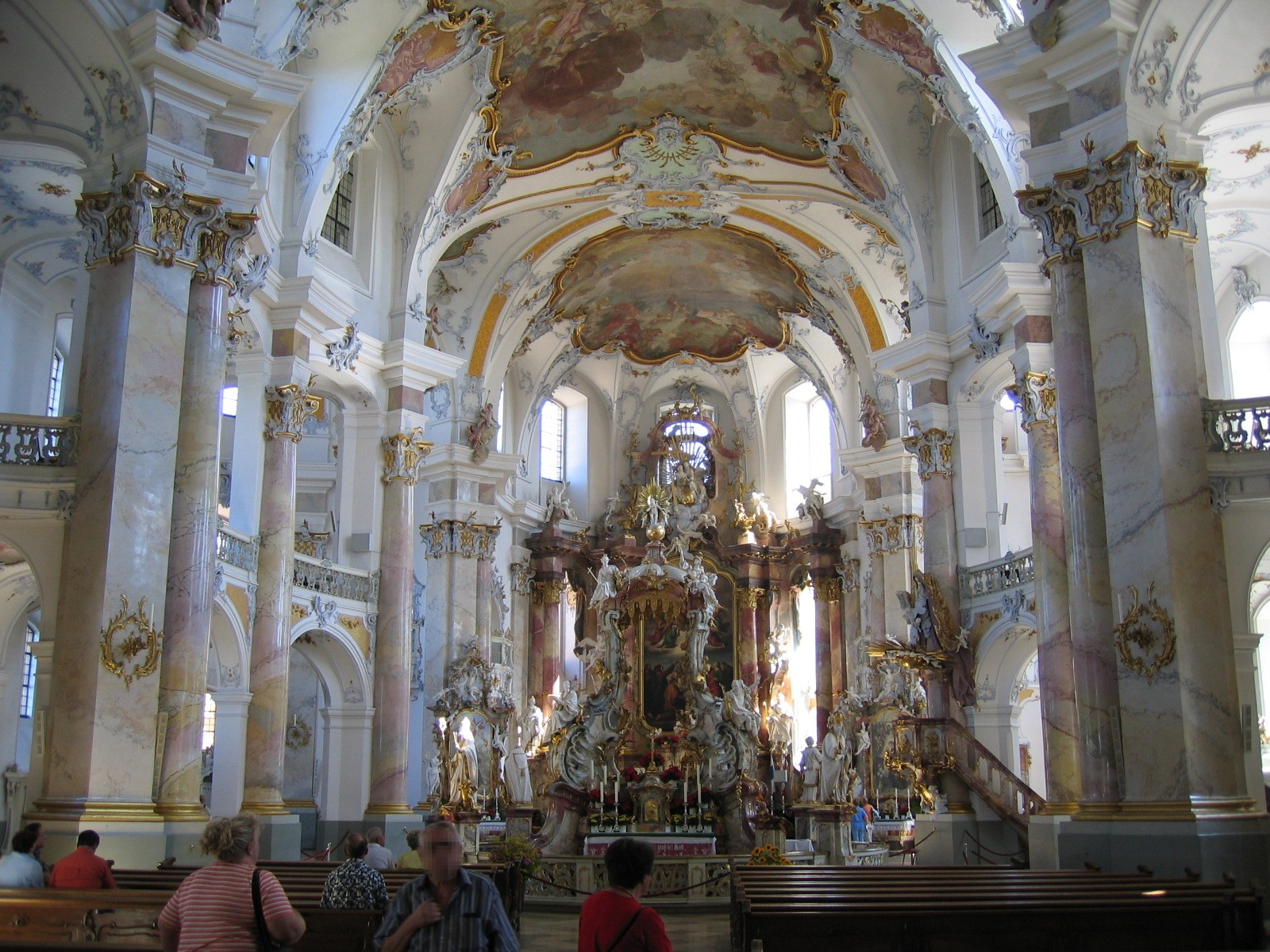
Basilika Vierzehnheiligen, interiören

Basilika Vierzehnheiligen är en vallfartskyrka i den bayerska staden Bad Staffelstein i Oberfranken, 27 km nordöst om Bamberg.
På det ställe, där enligt legenden 1445 Kristusbarnet visade sig för en fåraherde, byggdes ett kapell åt de fjorton nödhjälparna (fjorton på tyska vierzehn) och på dess plats 1743-1772 en praktkyrka, prydd med fresker, som framställer legenden om vallfartsortens tillkomst. Kyrkan fick 1898 titel och rang av påvlig basilika. Basilikan besöks årligen av omkring 500 000 pilgrimer.
Kyrkan ritades av den tyske arkitekten Balthasar Neumann. I kyrkan kombinerar Neumann det avlånga kyrkorummet med en dominerande centralrotunda, i vilken ett altare är beläget. Fasaden med sina tvillingtorn präglas visserligen av barockstilen genom sin monumentalitet, men interiören uppvisar en utsmyckning, vars utmärkande motiv utgörs av rocailleornamentet, rokokons mest använda utsmyckningsdetalj.

## Bildgalleri

Vierzehnheiligen
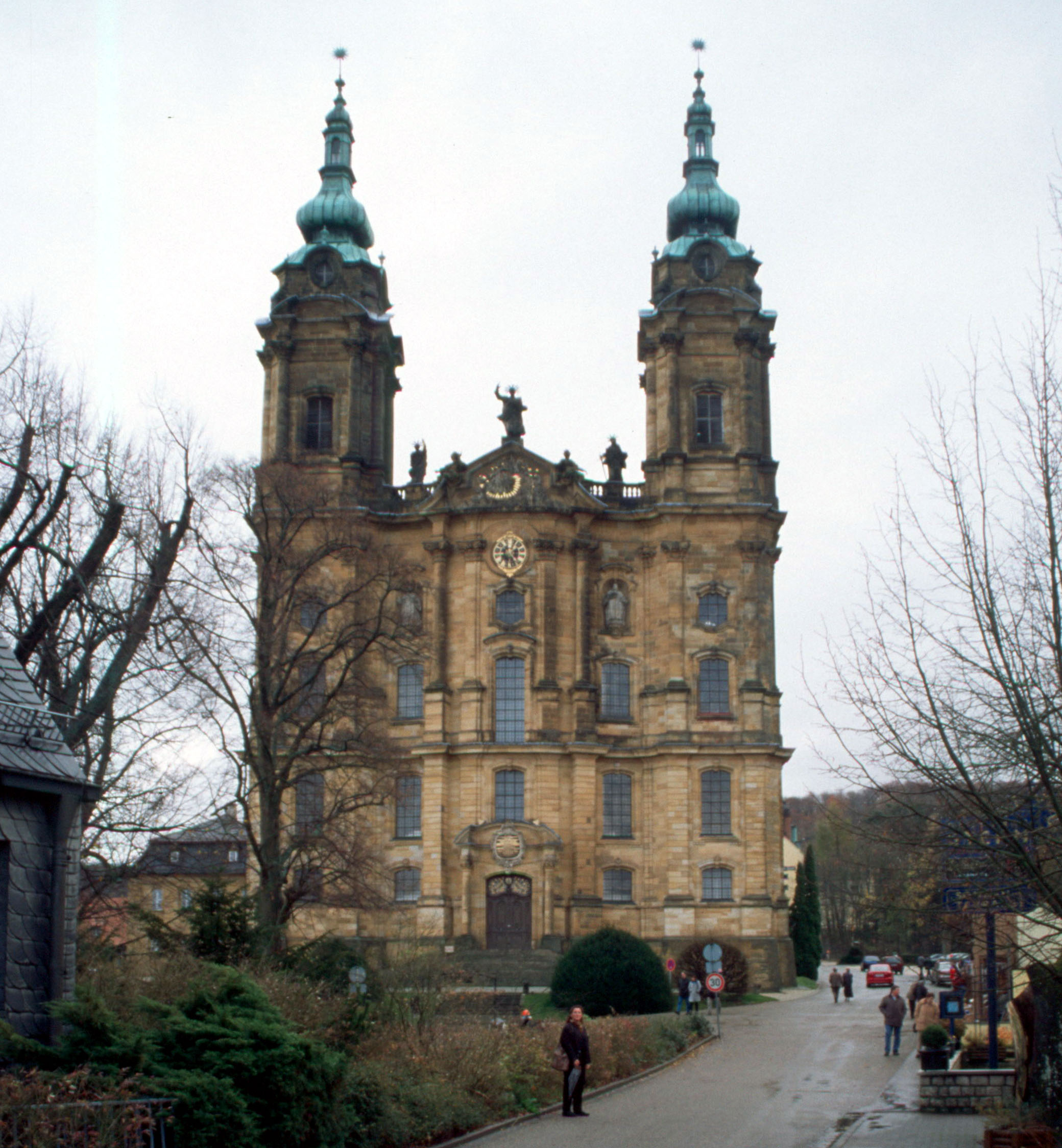
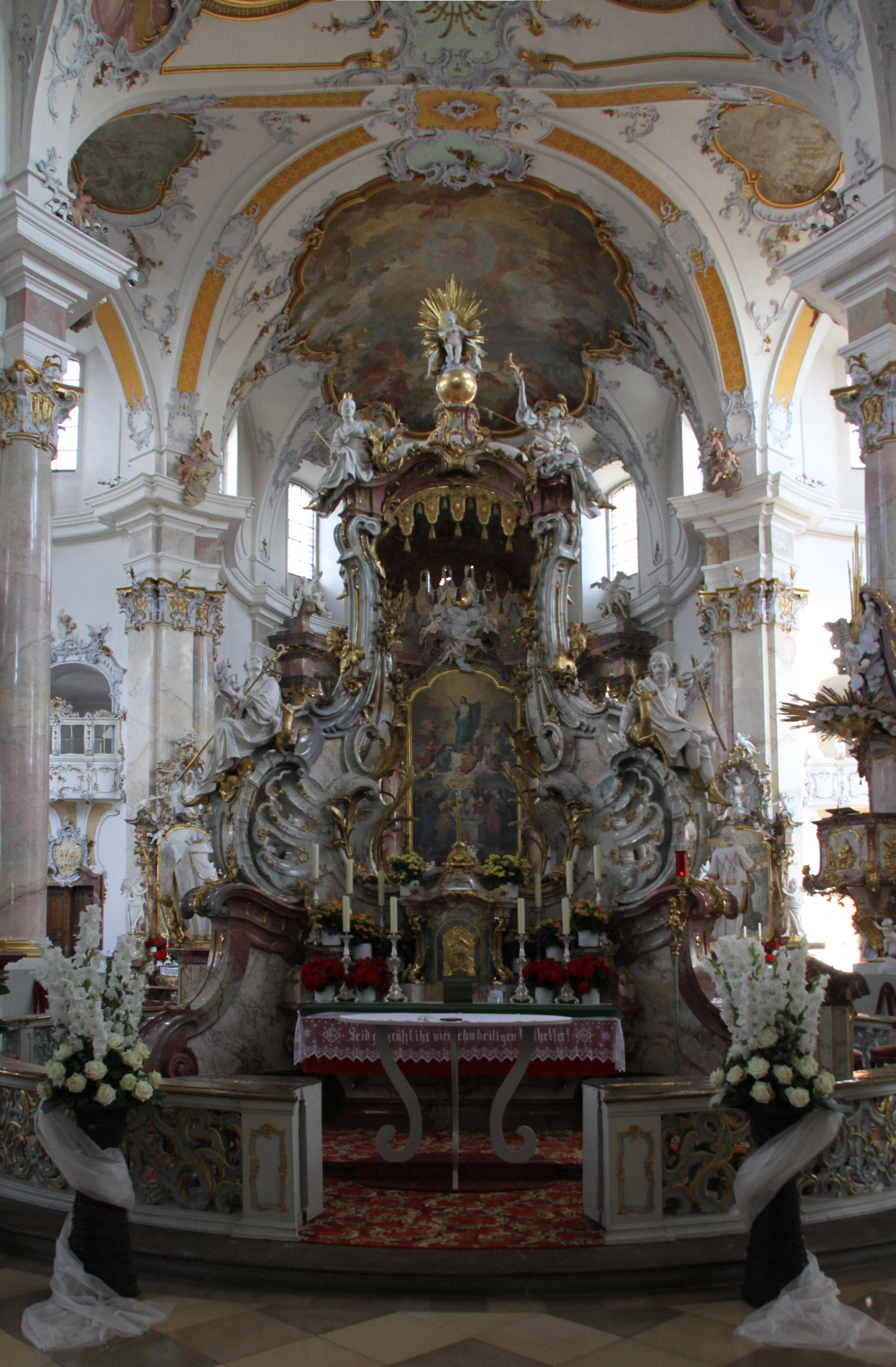
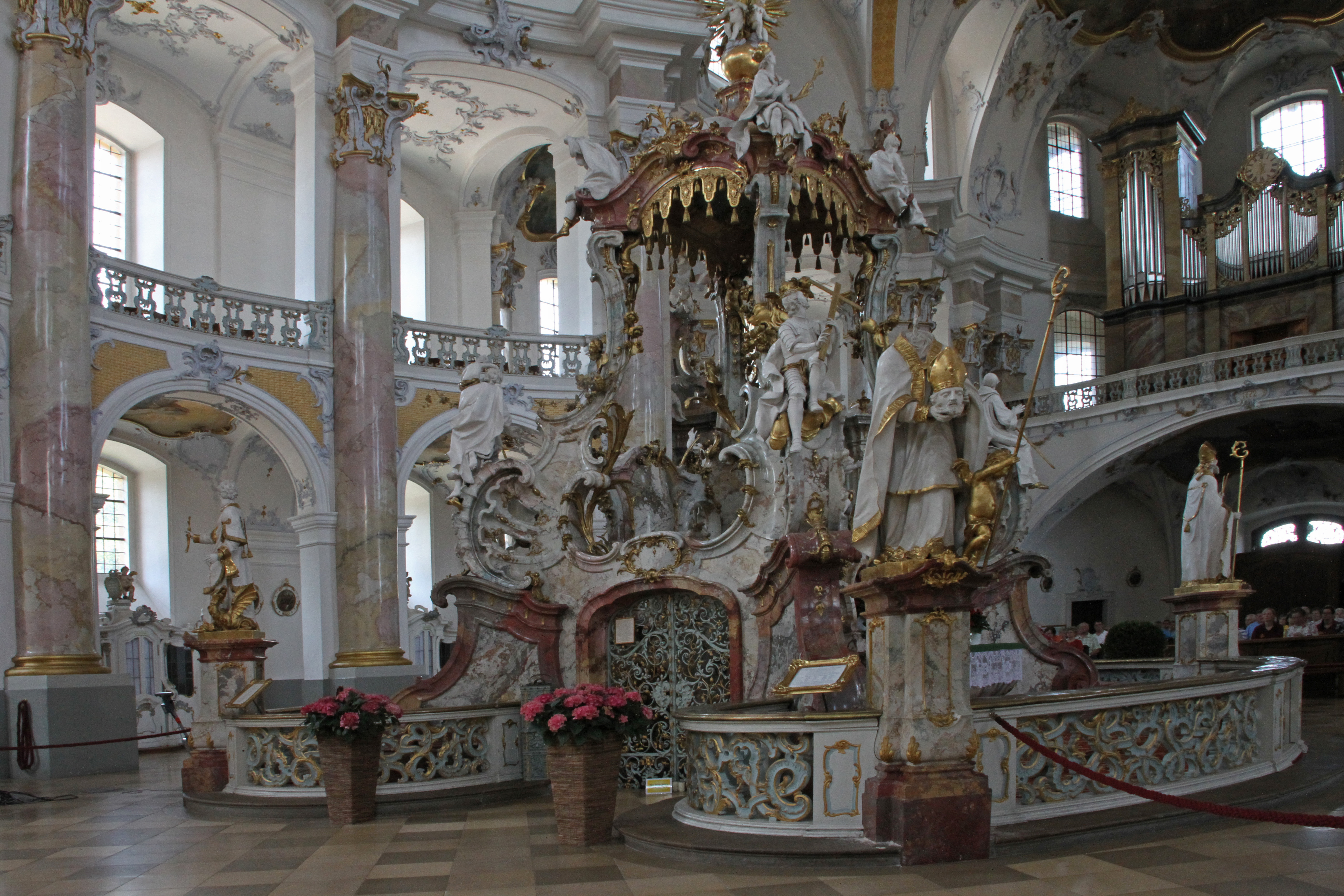
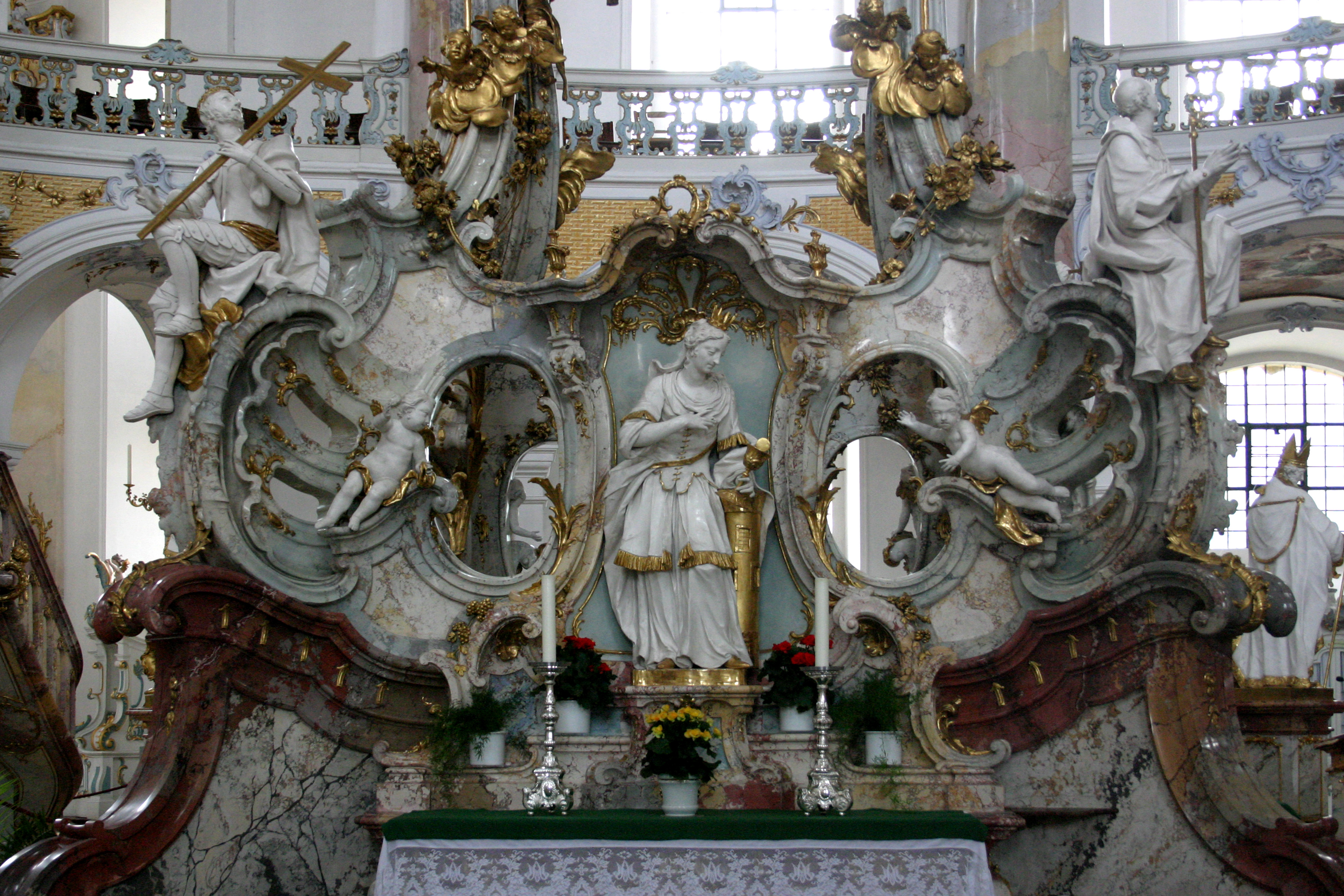
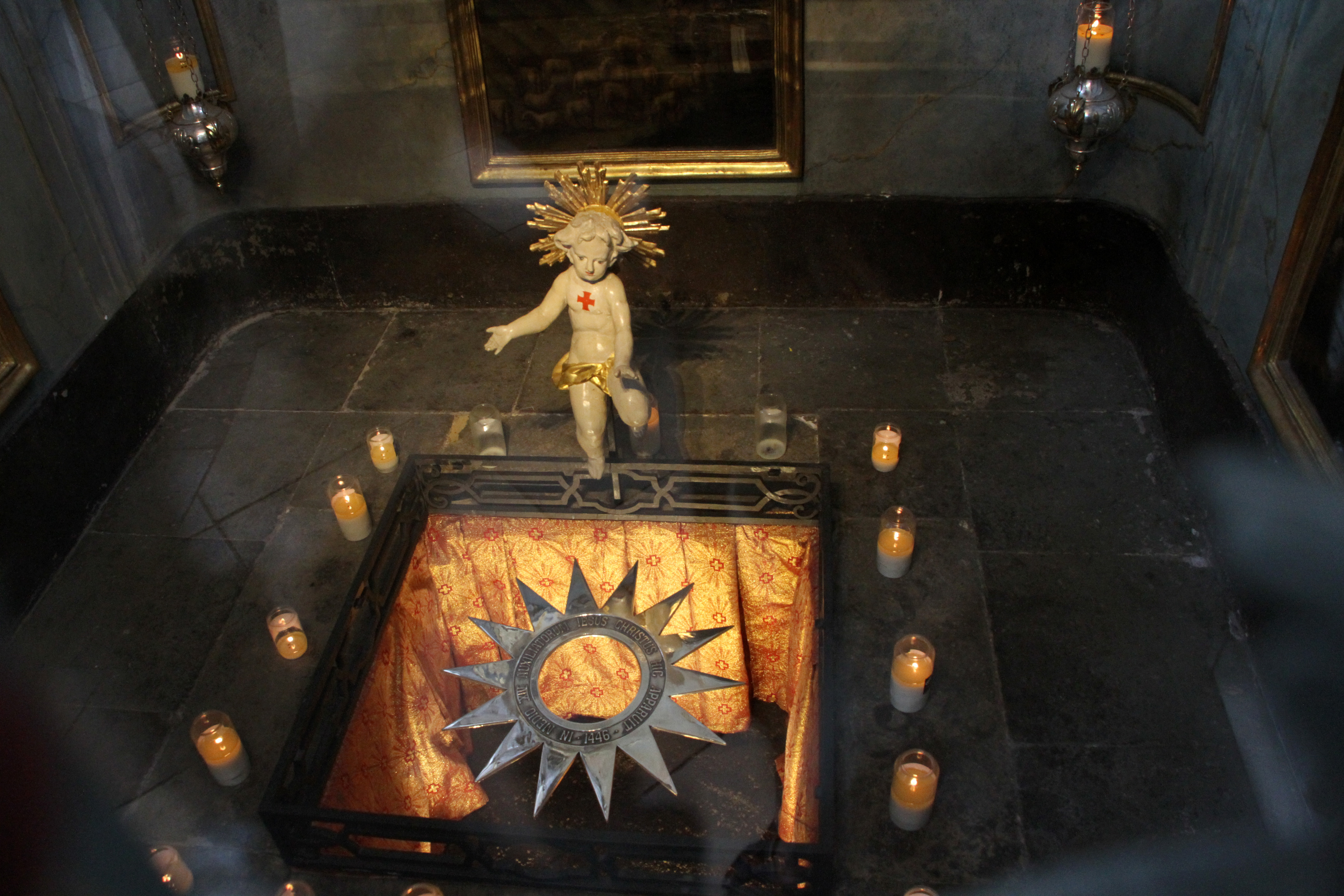